# Leonardtown
Leonardtown è un comune degli Stati Uniti d'America, situato nello stato del Maryland, nella contea di Saint Mary's, della quale è il capoluogo.